# Provincia de Mondol Kirí
La Provincia de Mondol Kirí es una provincia del Reino de Camboya ubicada al noreste del país. Su capital es la ciudad de Sen Monorom y sus límites son: al norte la Provincia de Ratanak Kirí y Provincia de Stung Treng, al este y al sur Vietnam, y al oeste la  Provincia de Kratié.

## Historia
La provincia es una de las más naturales del país y conserva etnias no-jemer conocidas como Tribus de Montaña o "Monuh prey", en idioma jemer, con su propio lenguaje y costumbres. 

## Geografía

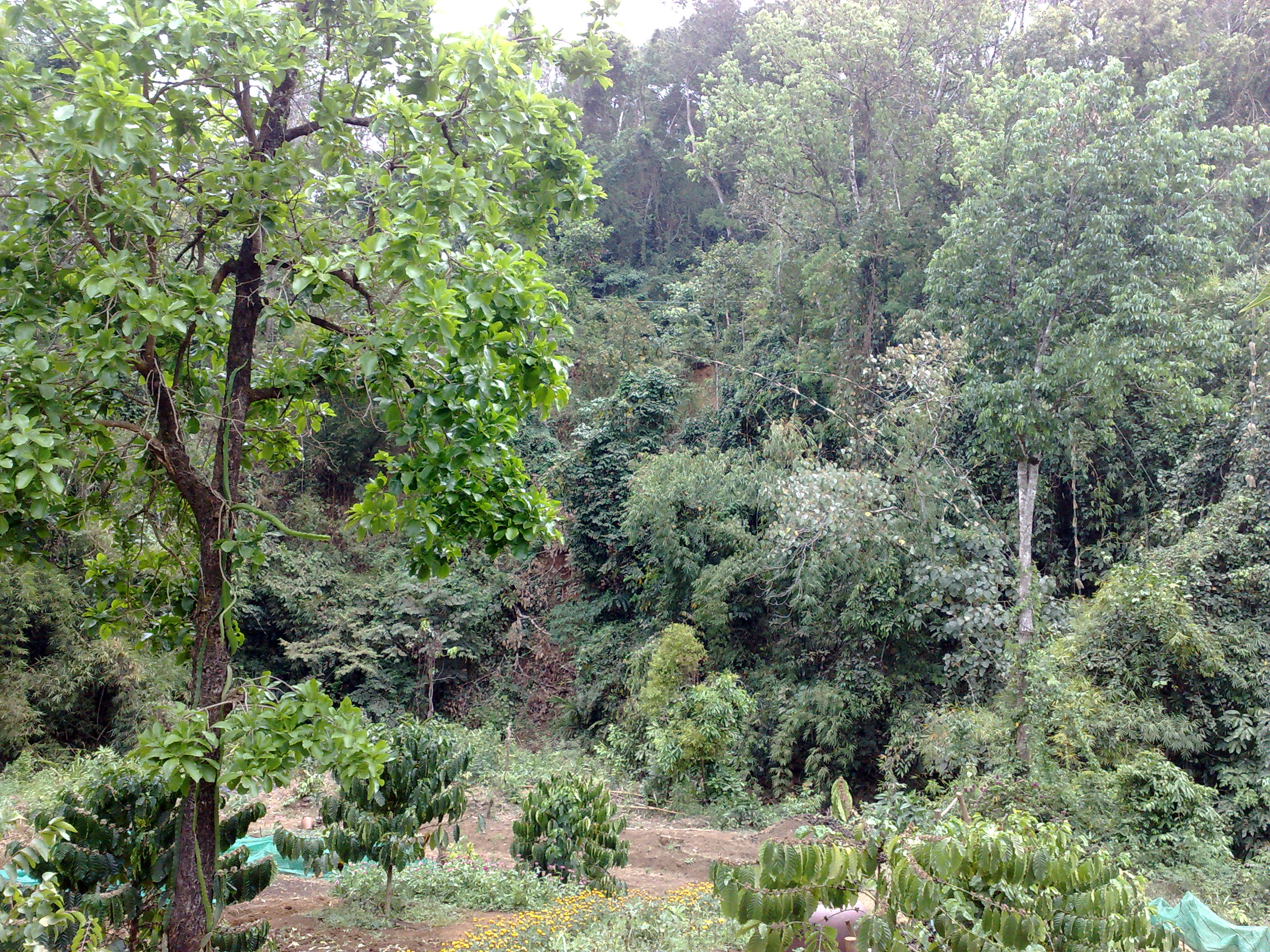
Bosque cerca de la ciudad de Sen Monorom en el este de la provincia de Mondol Kirí de Camboya.

Las montañas son el carácter dominante en la provincia, especialmente el Monte Prech y el Monte Namlier en la frontera con Vietnam. La altitud máxima de la provincia es de 973 m s. n. m., cerca de la frontera con Vietnam. Estas montañas alteran, en alguna medida, el clima tropical debido a los pisos térmicos (Clima tropical de altitud). Las carreteras son regulares, por lo que visitas a la provincia desde Phnom Penh se hacen por vía aérea en el mayor de los casos. Las cascadas son uno de los principales atractivos de la región, así como la riqueza en flora y fauna. En esta región se ven con frecuencia los elefantes, entre otros, que en el resto del país desaparecieron a causa de las guerras de las últimas décadas.

## Visita a la provincia
La provincia, dada sus condiciones naturales, puede resultar costosa de visitar debido a los desplazamientos. Los productos son traídos de la capital por aire, lo que los encarece. No hay cajas de cambio ni oficinas de ese tipo, por lo que el visitante debe ir con todo previamente organizado en Phnom Penh.

## Las tribus

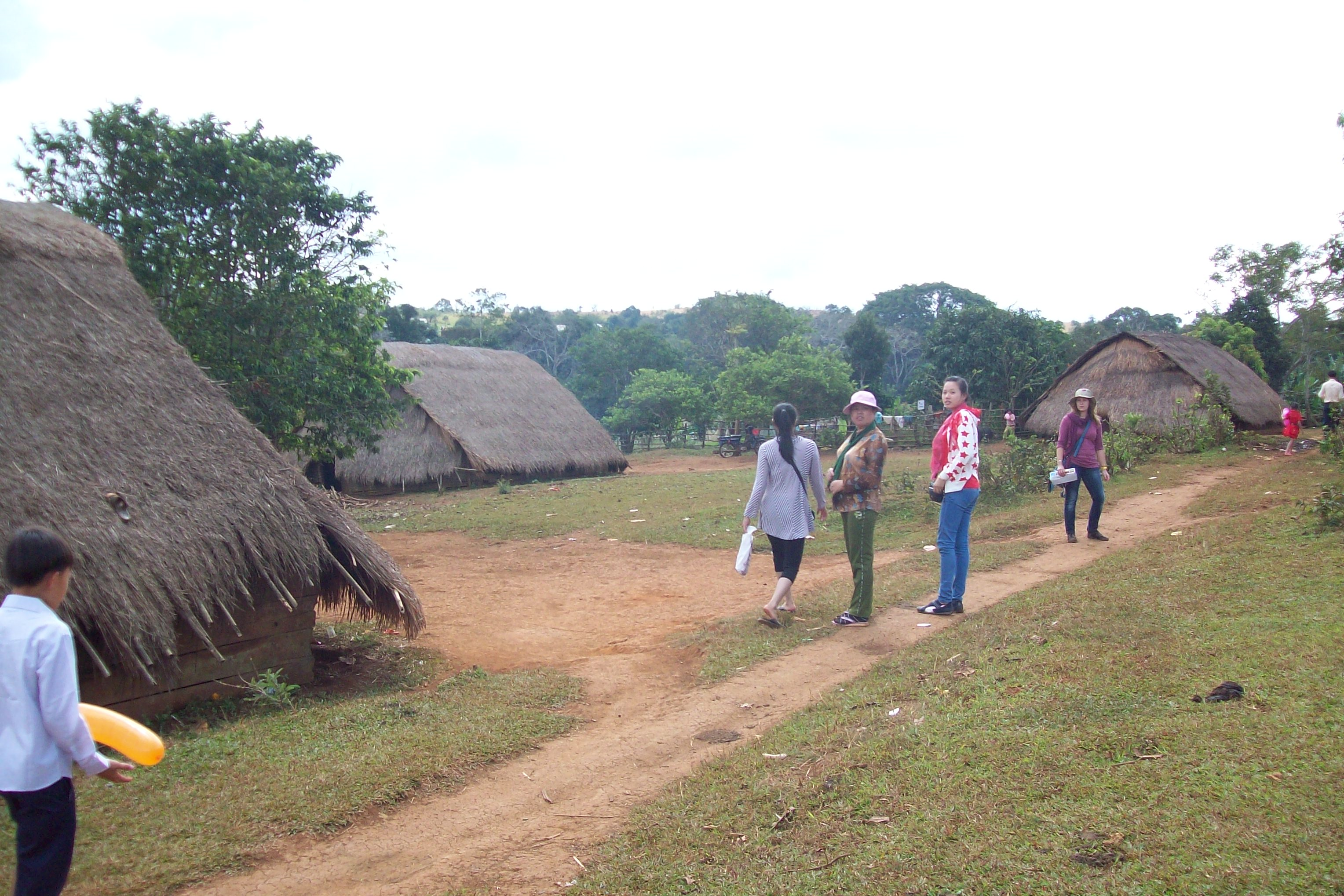
Pueblo tradicional en Mondol Kirí

Mujer y joven con trajes tradicionales de la etnia Pnong

El 80 % de la población de la provincia pertenece a etnias no-Jemer, entre las cuales la mayoritaria es la etnia Pnong. El 20% de la población se distribuye entre etnia Jemer, etnia China (Han) y etnia Cham.
Las tribus viven del cultivo del arroz, frutas y vegetales. Si bien muchas casas están construidas en estilo Jemer, todavía se pueden encontrar casas en estilo Phnom. Dentro de las casas se pueden encontrar jarrones y gongs tradicionales que los habitantes argumentan que tienen cientos de años y que constituyen para los nativos sus más preciados tesoros. Durante el tiempo de los Jemeres rojos muchos de esos objetos fueron enterrados en lugares ocultos y gran parte de ellos aún no han sido desenterrados. El acto de esconderlos por temor a que fueran destruidos, da una idea de la gran importancia que estos pueblos tribales de Camboya dan a los mismos.

## Atracciones turísticas
Aunque es costosa de visitar, la provincia merece ser vista. Los principales sitios de atracción son:

### Cascada Bou Sra

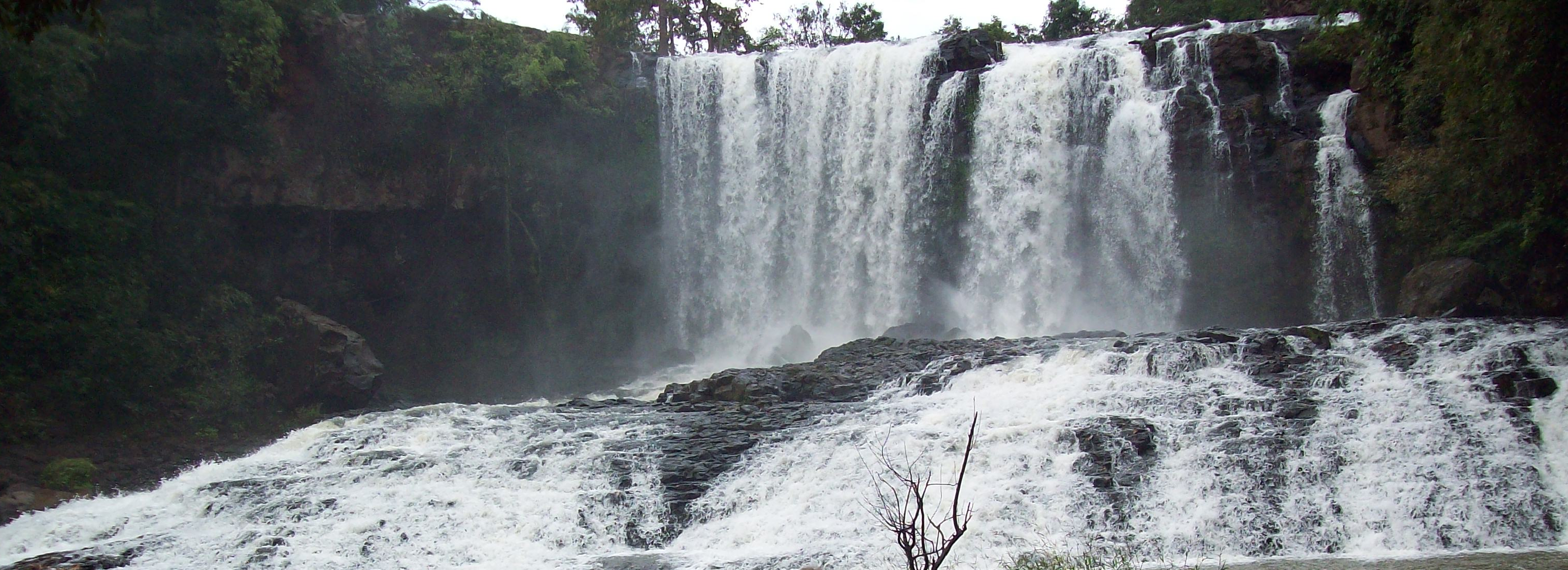
Cascada de Bou Sra, en el este de Mondol Kirí.

En el distrito de Pich Chandá, a 43 km de la ciudad de Sen Monorom por una difícil carretera. La cascada es considerada la más hermosa de la región y tiene tres caídas.

### Cascada Sen Monorom
En esta se encuentra la Playa Sokká, al oeste de la otra, la Playa Serendipiy, dos de los lugares más visitados de la región.

### Cascada Rum Near
A 10 km de la Ciudad de Sen Monorom, cerca de grandes plantaciones de café, mango, avocado/aguacate, es un lugar de bosques.

### Cascada Chrey Thom
A 43 km de la Ciudad de Sen Monorom, es la más recomendada. La cascada Bou Sra es inaccesible en invierno, mientras que a esta se puede ir todo el tiempo.

## División política

### Aldeas
Las principales aldeas ("Pu" en idioma jemer) de la provincia distan de la ciudad de Sen Monorom:
- Aldea Lung, 10 km
- Aldea Taing, 80 km
- Aldea Trou, 20 km

### Distritos
Los distritos son cinco:
- 1101 Kaev Seima
- 1102 Koh Nheaek
- 1103 Ou Reang
- 1104 Pechr Chendá
- 1105 Ciudad de Sen Monorom